# Hunter-Knoten
Der Hunter-Knoten ist ein sicherer Knoten zum Verbinden zweier Seilenden.

## Namen und Geschichte

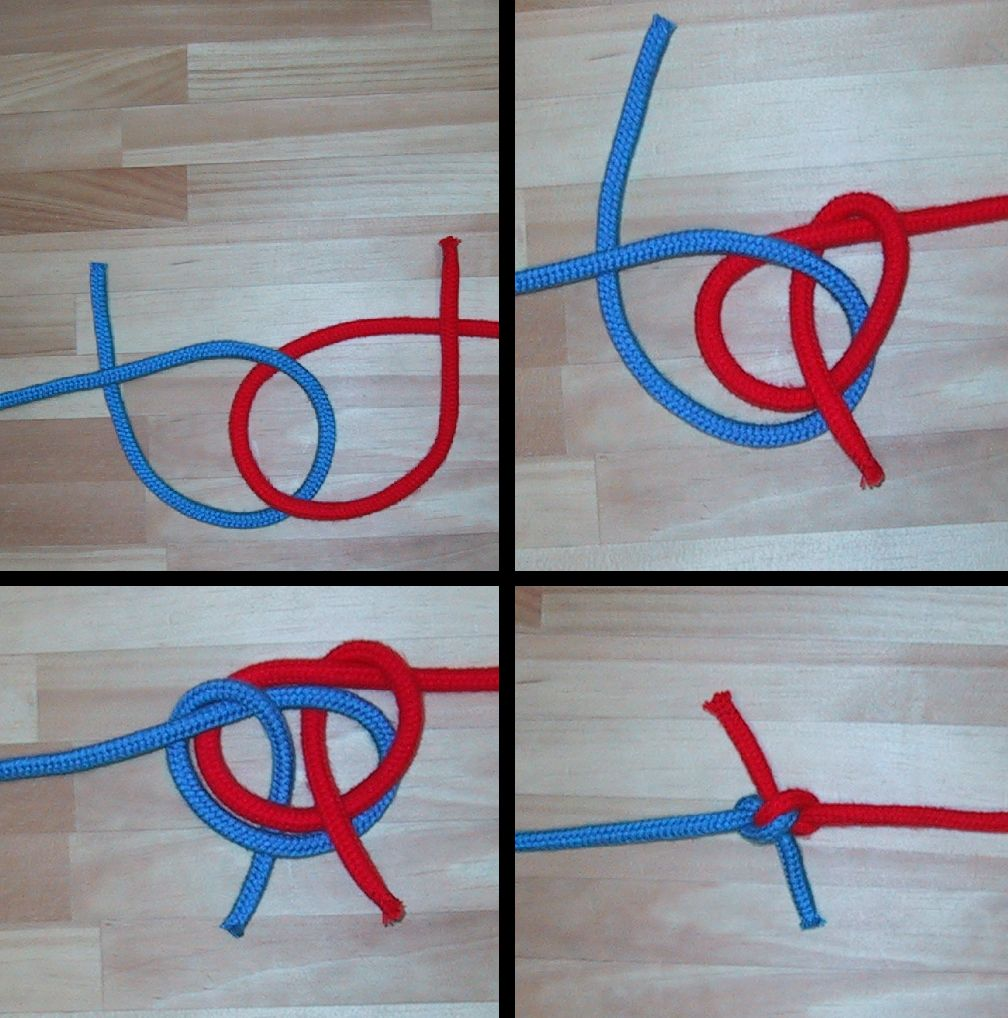
Knüpfanleitung

Die Londoner Zeitung The Times druckte im Oktober 1978 auf der Titelseite einen Artikel über einen von Dr. Edward Hunter neu erfundenen Knoten. Er verwendete den Knoten seit Jahren, um zerrissene Schnürsenkel zu reparieren. Ein Freund machte ihn in den 1970er Jahren darauf aufmerksam, dass der Knoten eine Neuheit sei. Das mit Erscheinen des Artikels angewachsene öffentliche Interesse an Knoten führte zur Gründung der International Guild of Knot Tyers, einer Organisation, die Knotenliebhaber auf der ganzen Welt vereint.
Der Hunter-Knoten bekam 1979 einen Eintrag im Ashley-Buch der Knoten unter der Nummer 1425A.
Amory Lovins stellte später fest, dass der Knoten bereits in den 1950er Jahren im Buch Knots for Mountaineering von Phil D. Smith vorgestellt worden war.  Der Knoten war als eine Modifikation des Schmetterlingsknotens beschrieben worden.  Smith hatte sich den Knoten 1943 ausgedacht, als er in den Docks von San Francisco arbeitete und hatte ihn „rigger's bend“ genannt.

## Nachteile
Bei sehr glattem Material, z. B. monofiler Angelschnur, neigt der Knoten zum Slippen.

## Knüpfen

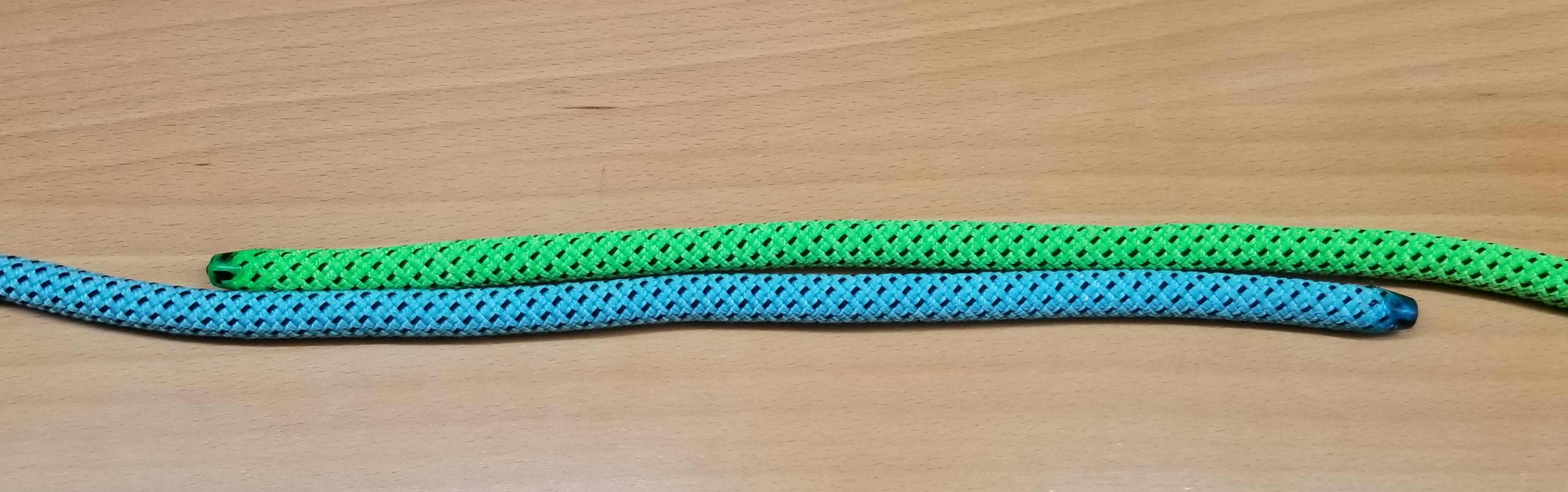
Das linke und das rechte Ende parallel zueinander legen.
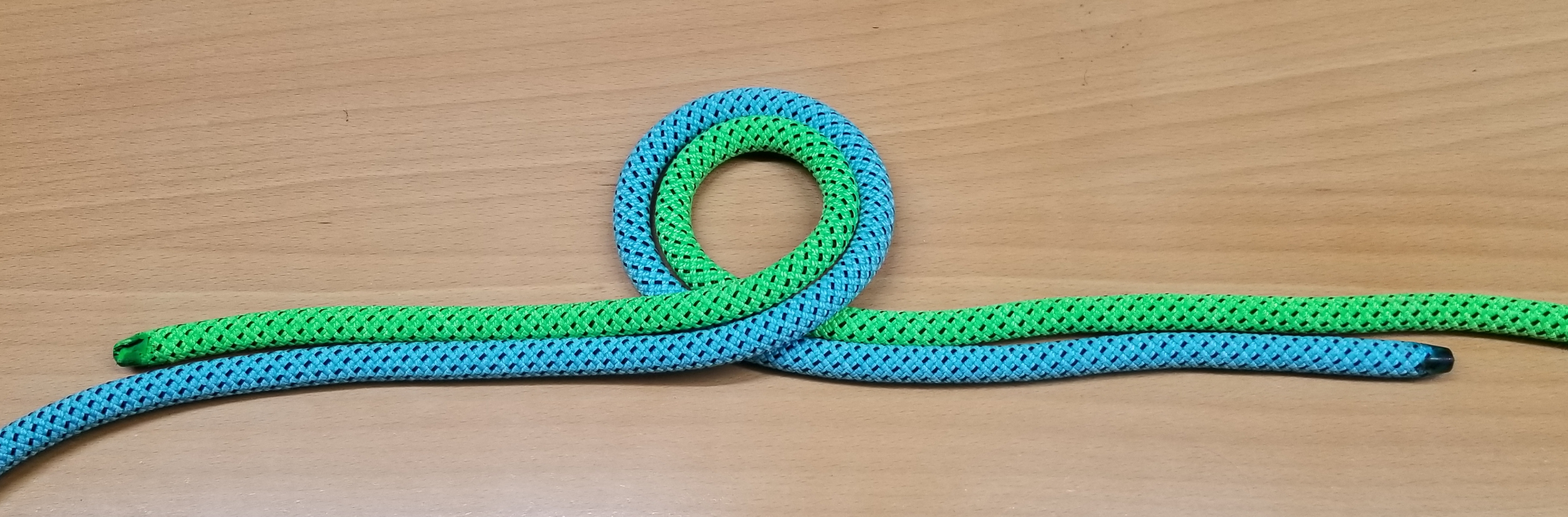
Ein linksgängiges Auge aus beiden Enden legen.
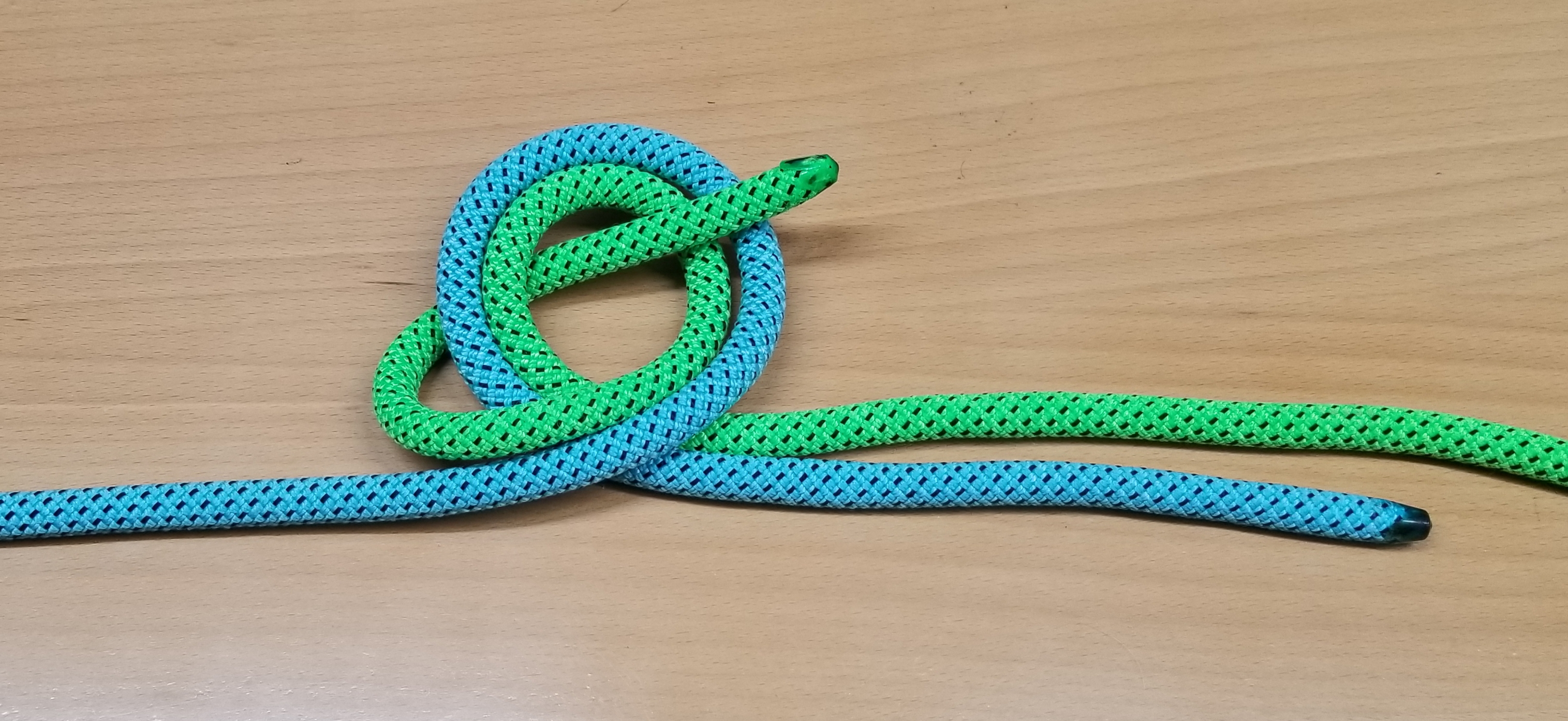
Das linke Ende (grün) von unten nach oben durch das Auge stecken.
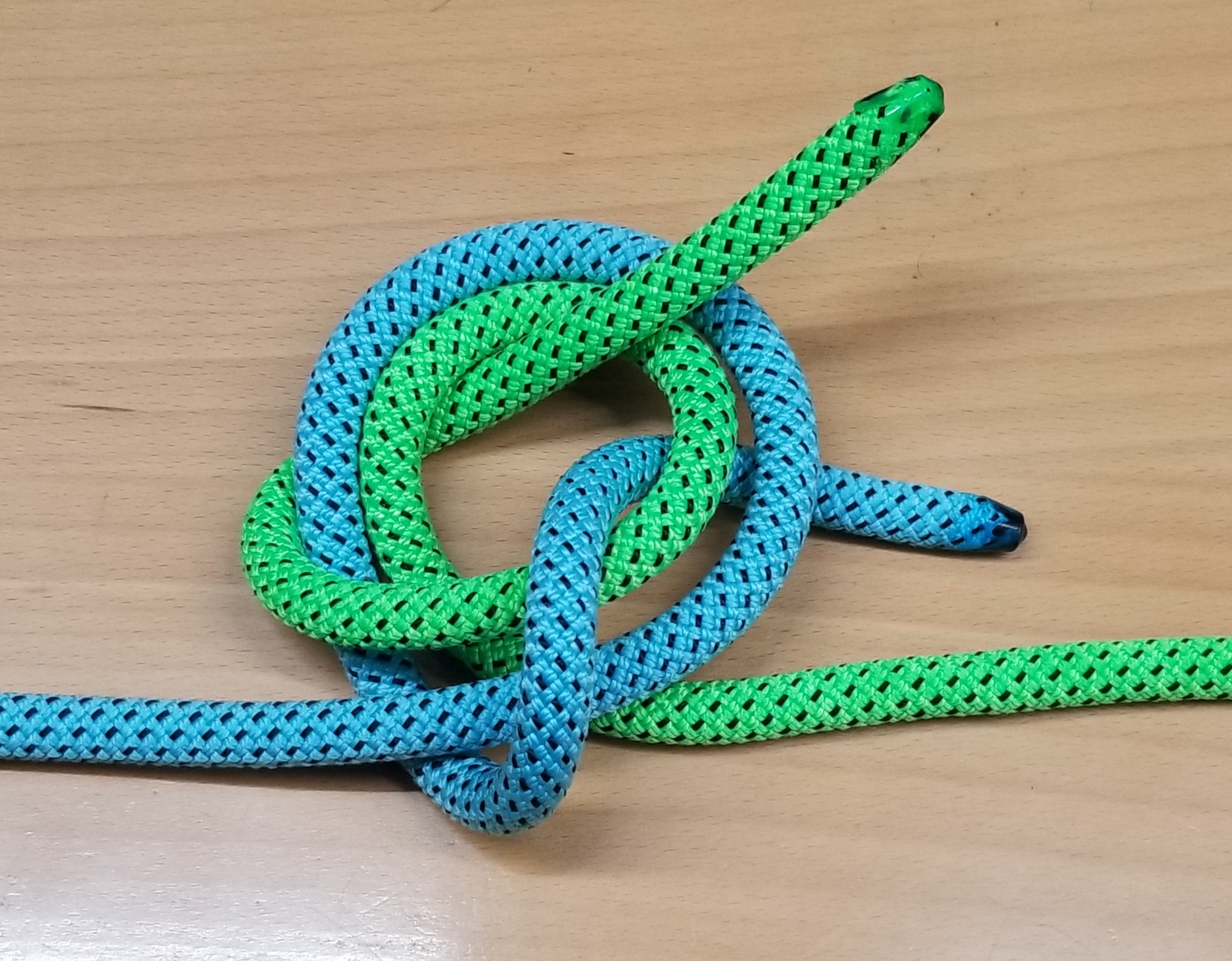
Das rechte Ende (blau) von oben nach unten durch das Auge stecken.
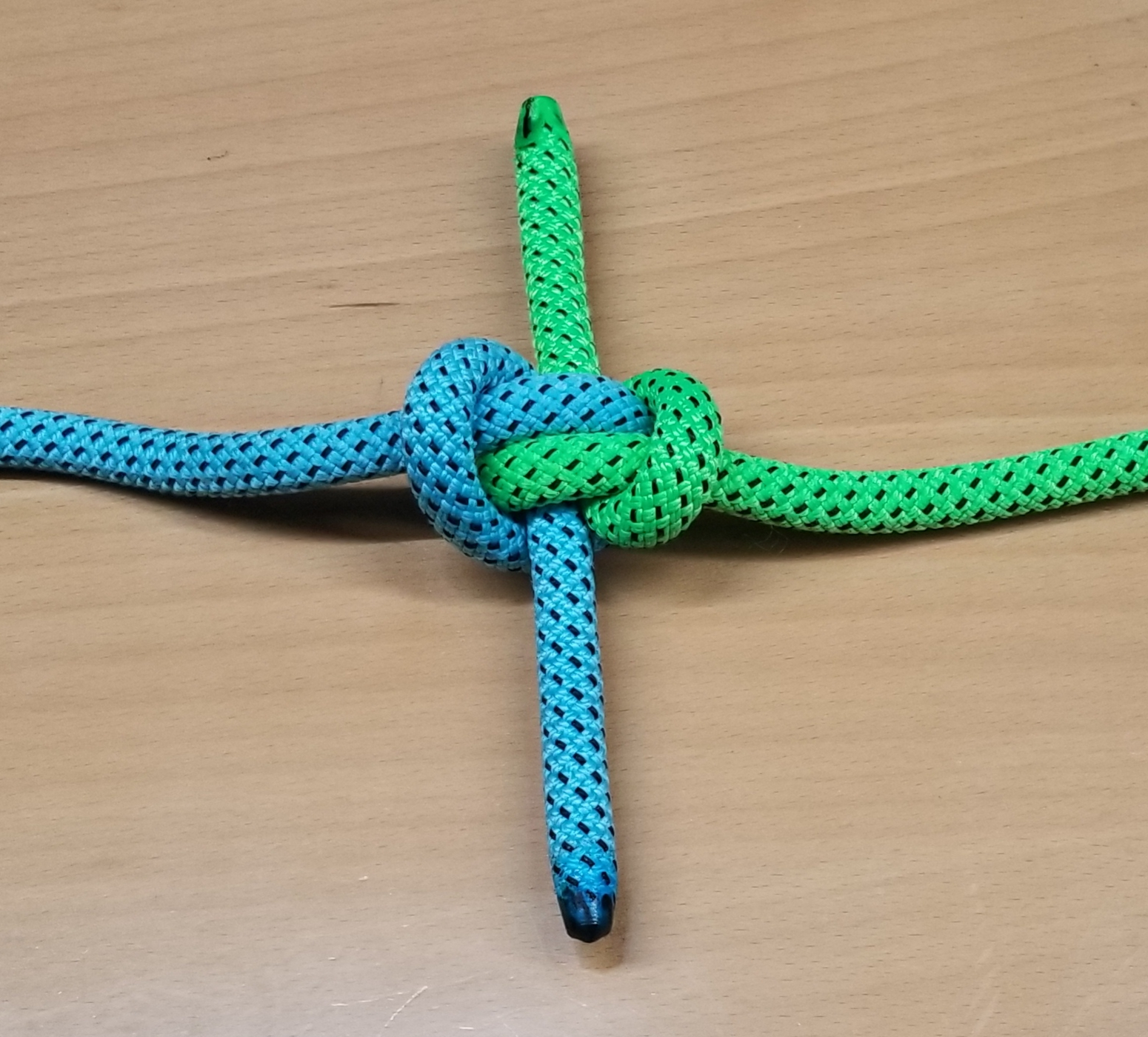
Zuziehen und fertig ist der Hunter-Knoten.

## Alternativen

### Zeppelinknoten
Der Hunter-Knoten ist leicht mit dem Zeppelinknoten zu verwechseln. Beide Knoten sind jedoch unterschiedlich geschlagen.
Man erkennt dies daran, dass beim Hunter-Knoten die links und rechts der Enden liegenden Buchten unter den stehenden Parten verlaufen.
Beim Zeppelinknoten verläuft die eine Bucht oberhalb, die andere unterhalb der stehenden Parten.

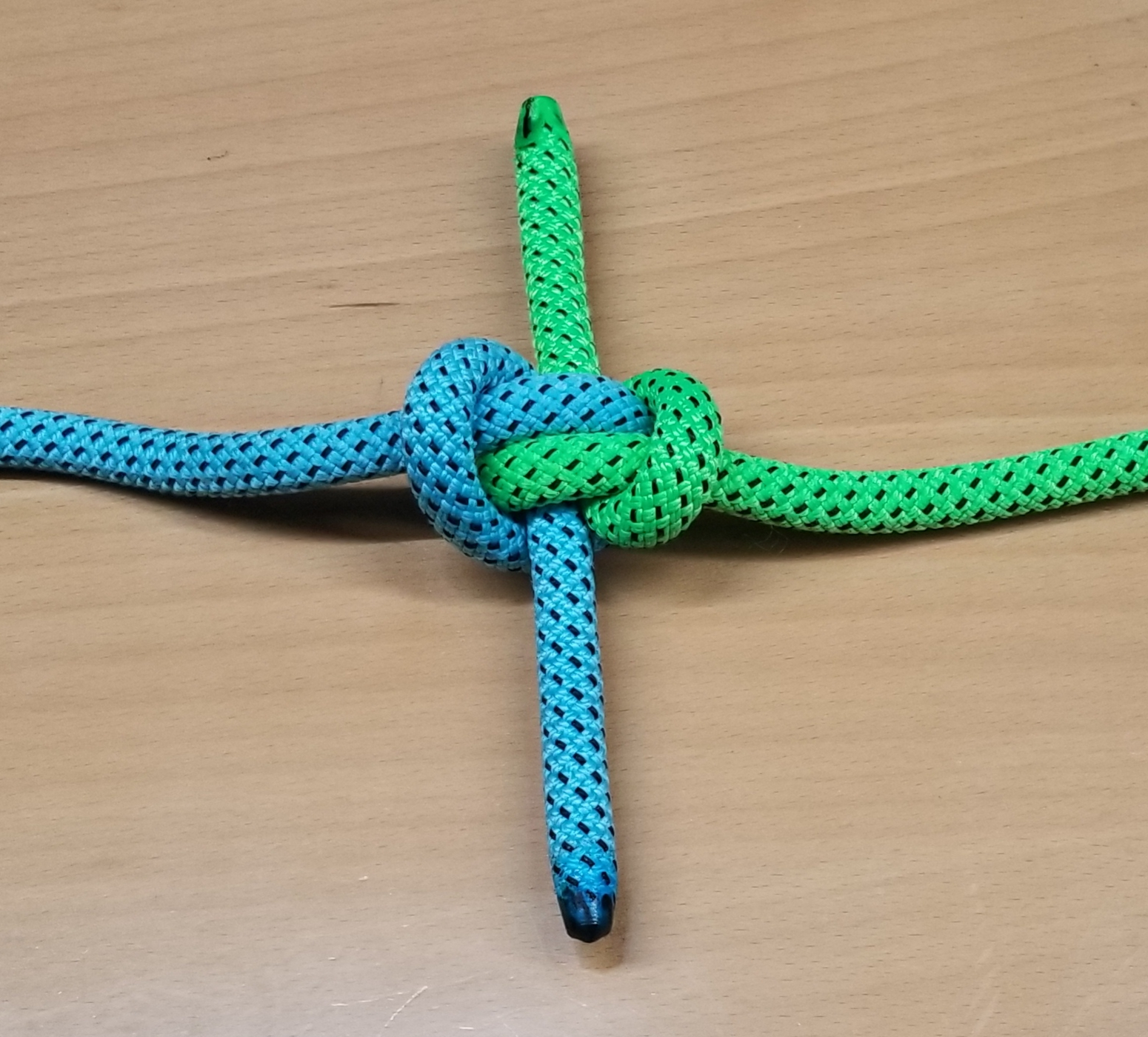
Hunter-Knoten (Vorderseite)
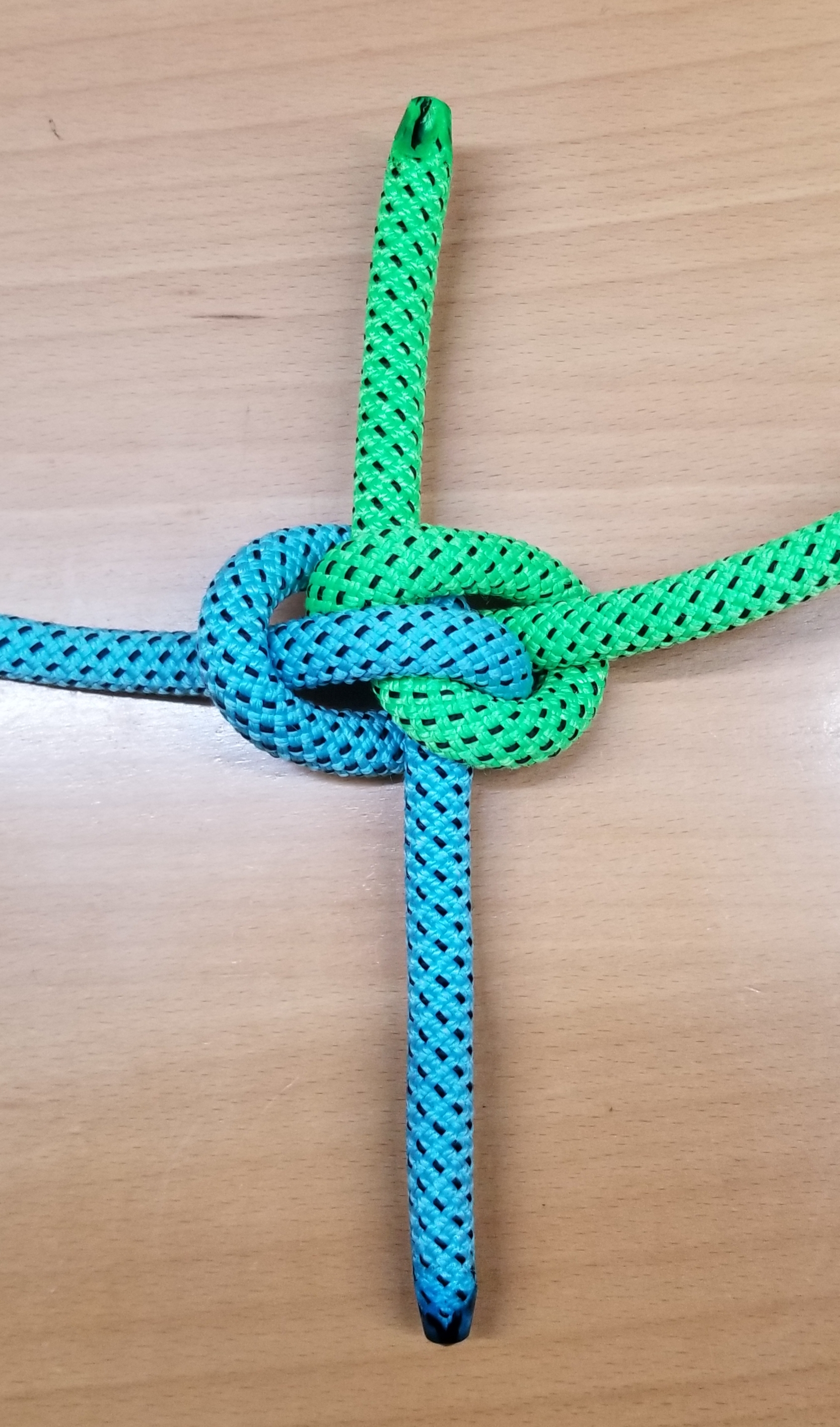
Zeppelinknoten (Vorderseite)

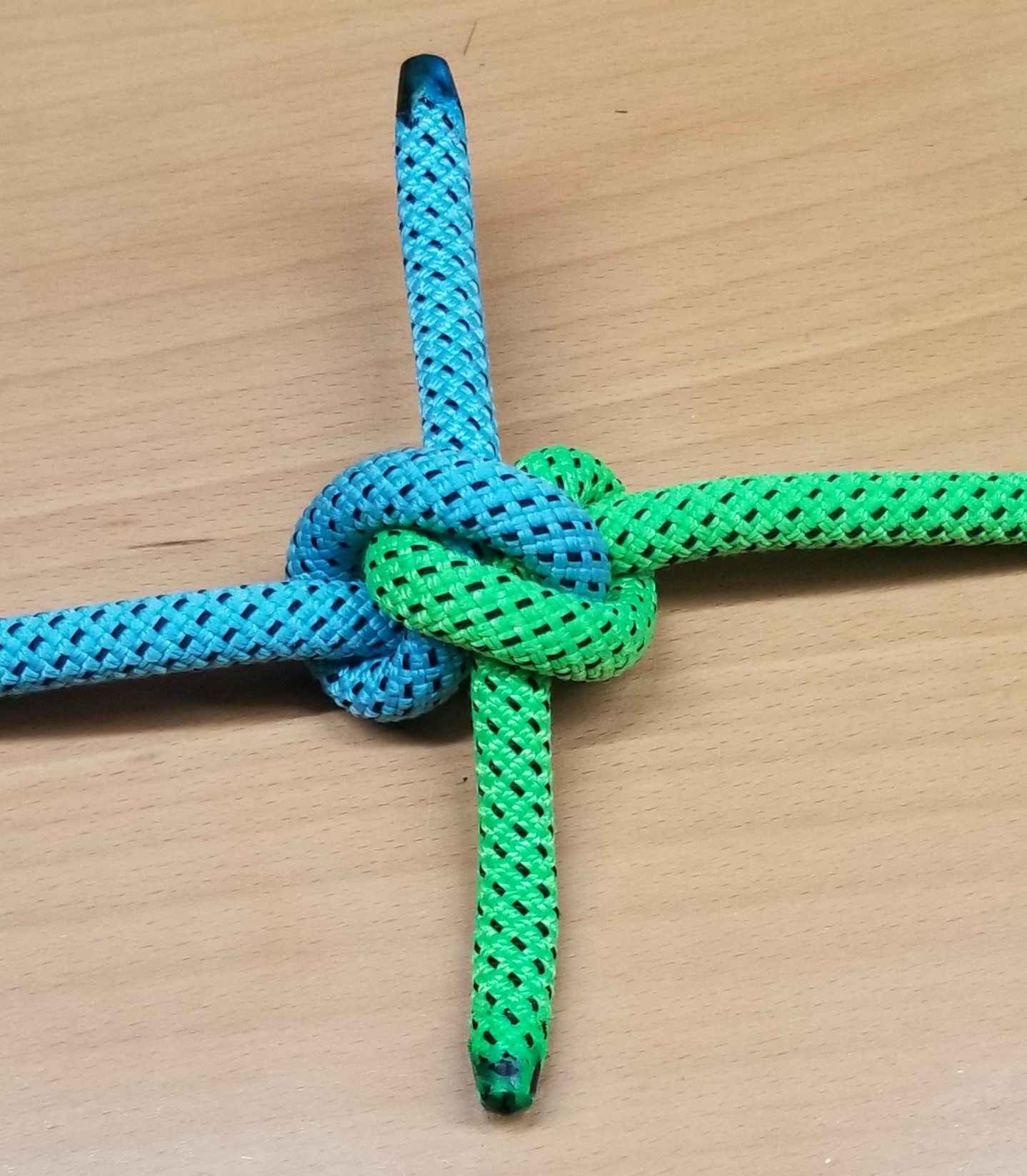
Hunter-Knoten (Rückseite)
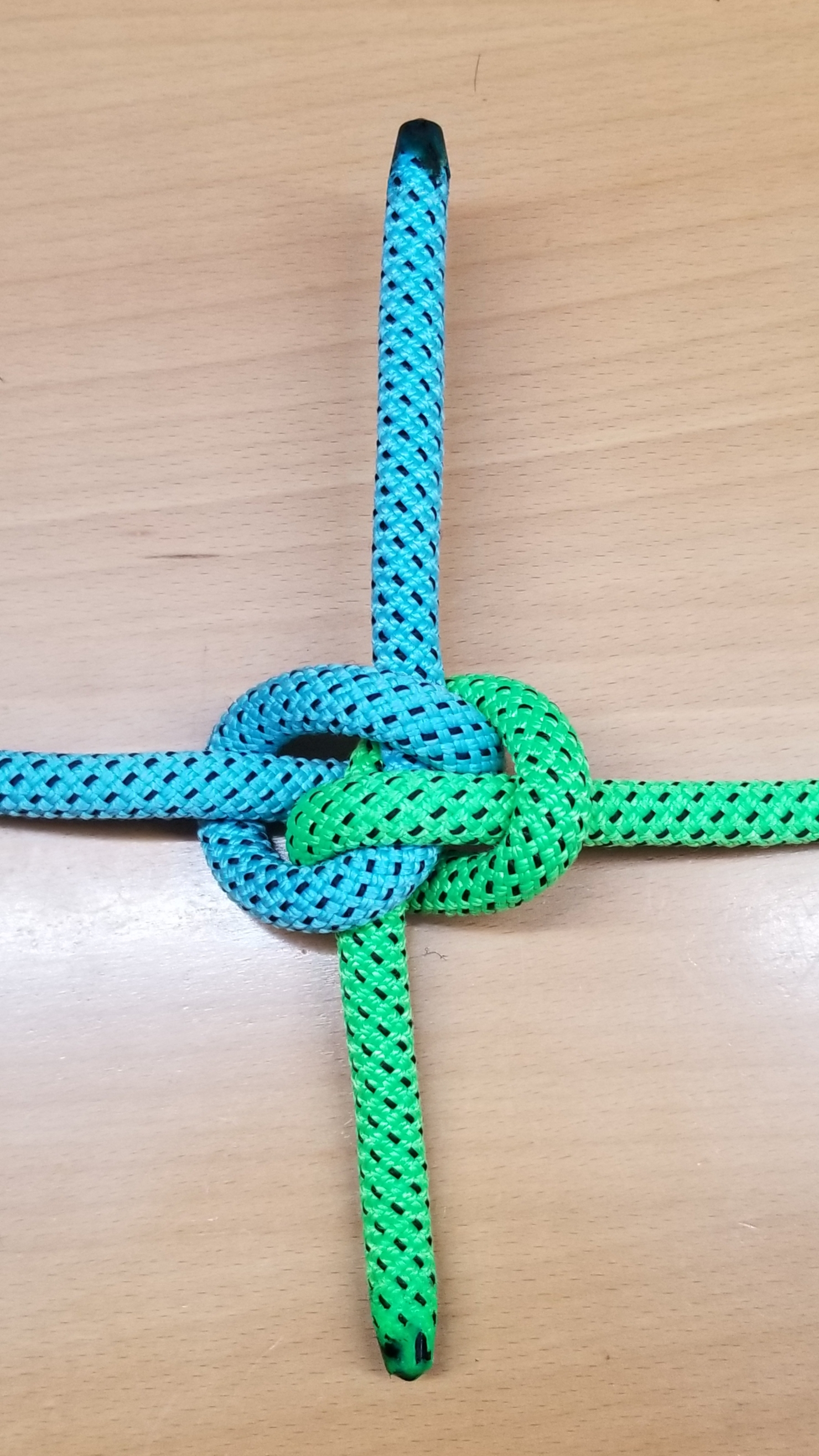
Zeppelinknoten (Rückseite)

### Weitere Alternativen

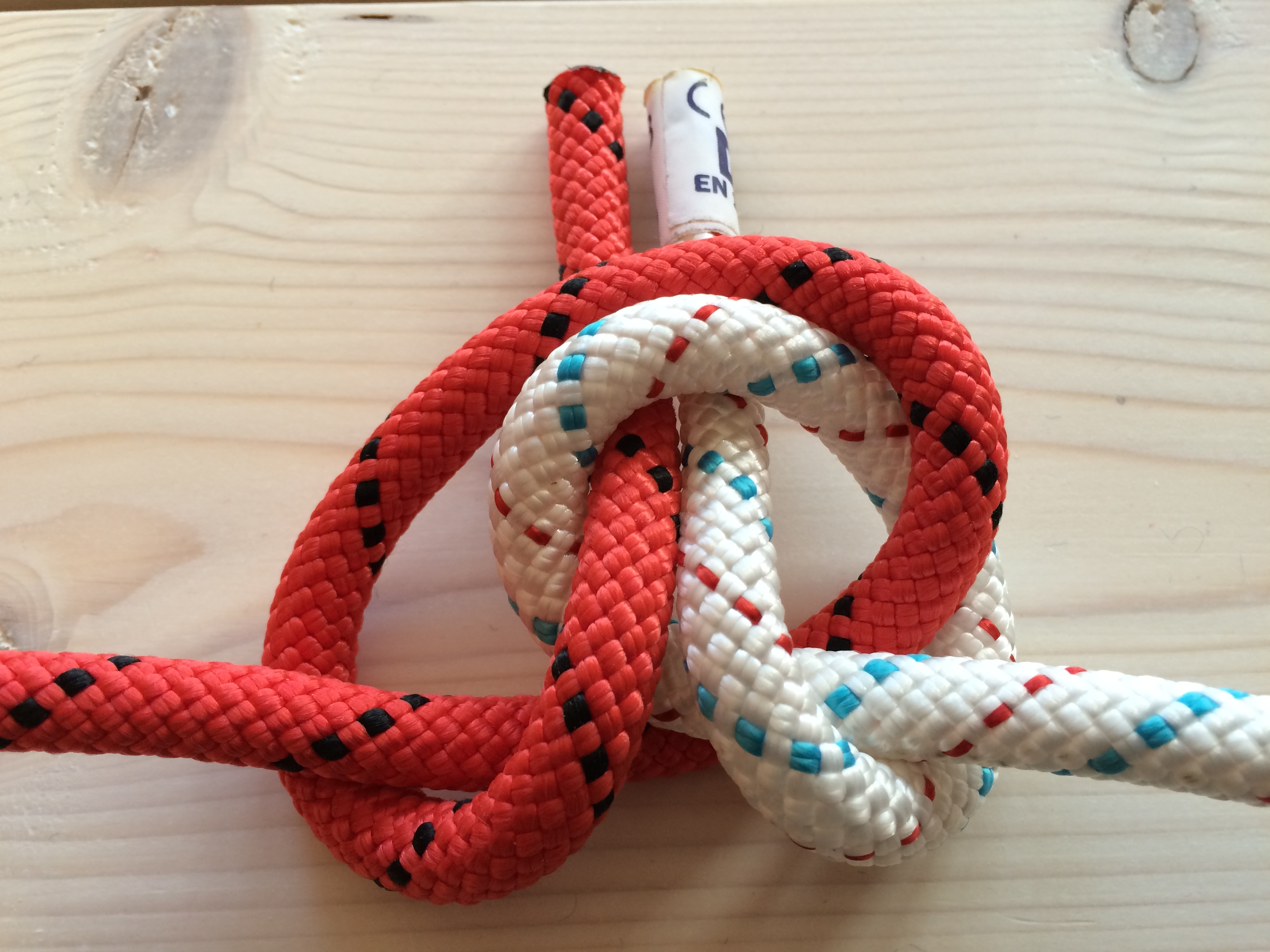
Gesteckter Schmetterlingsknoten. In der Detailbetrachtung erkennt man zwei ineinander verflochtene Überhandknoten, die mit einer Abwandlung (Endlage der losen Enden) dem Zeppelinstek gleichen.
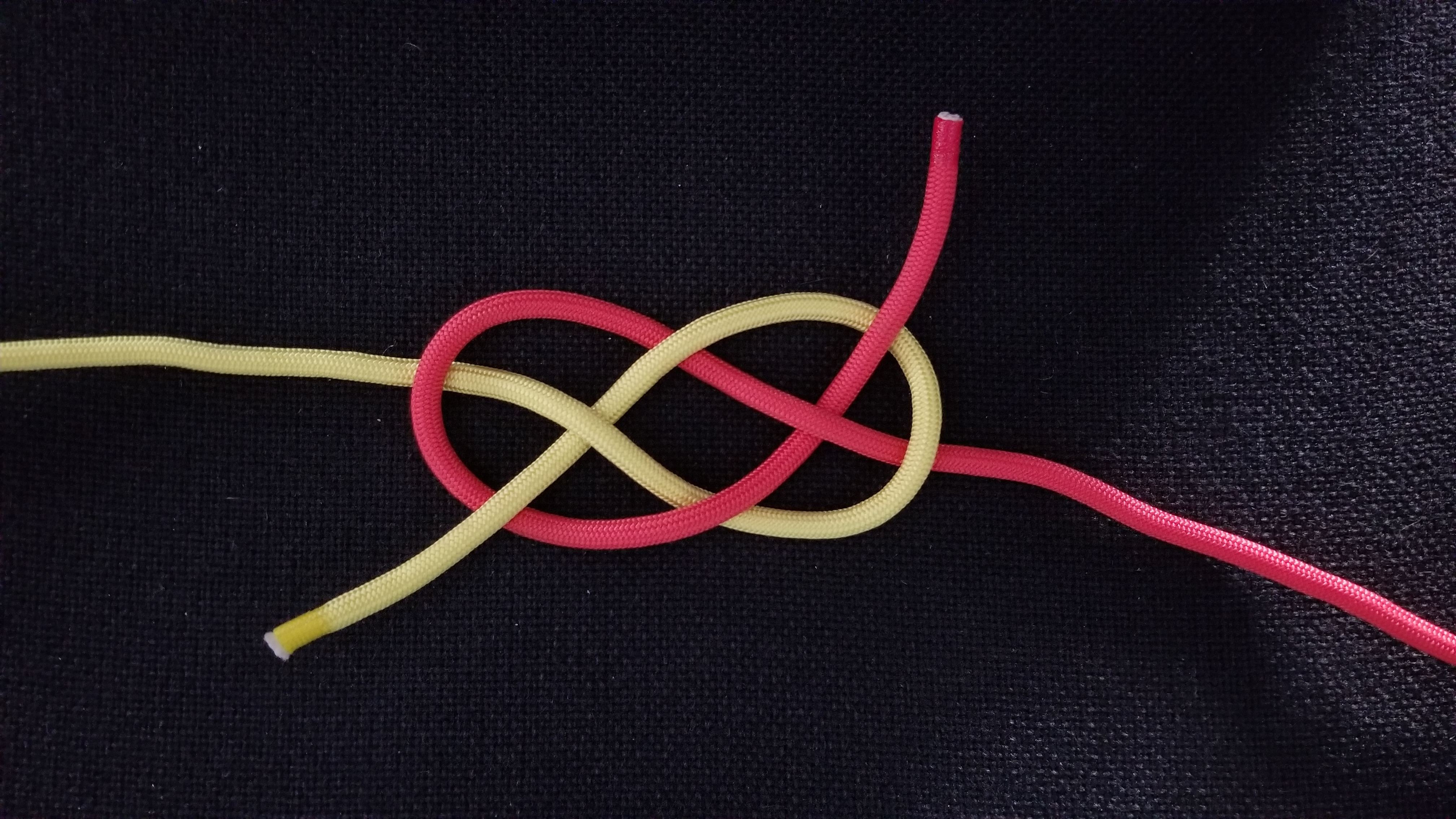
Ähnliche Eigenschaften hat der Trossenstek, der somit auch das gleiche Anwendungsgebiet hat. Bei dicken Trossen ist er etwas leichter zu knüpfen, dafür auch etwas schwerer zu lösen.
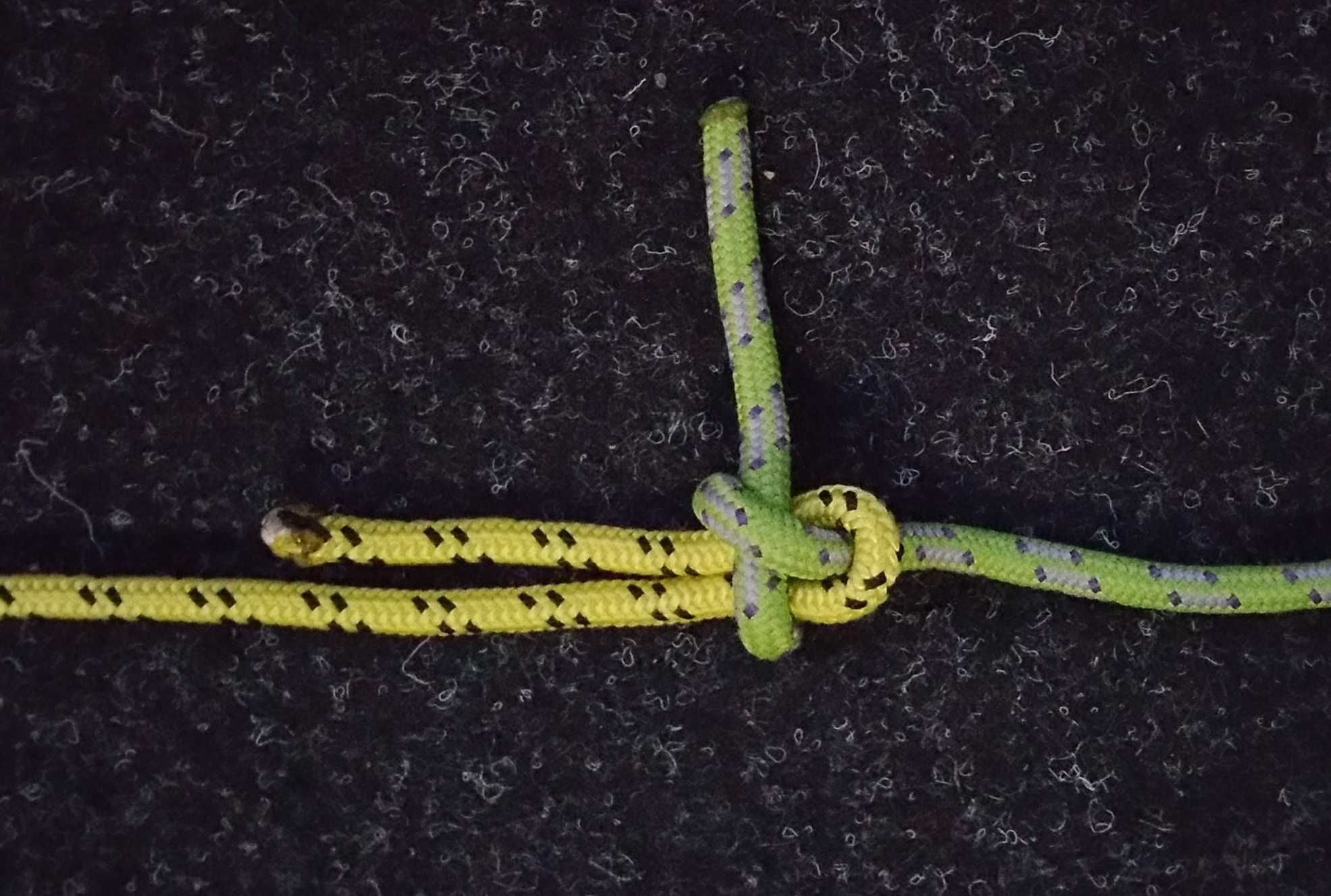
In der Seefahrt ist der Schotstek ein sehr häufig genutzter Verbindungsknoten. Bei unterschiedlich starken Leinen eignet er sich besser.
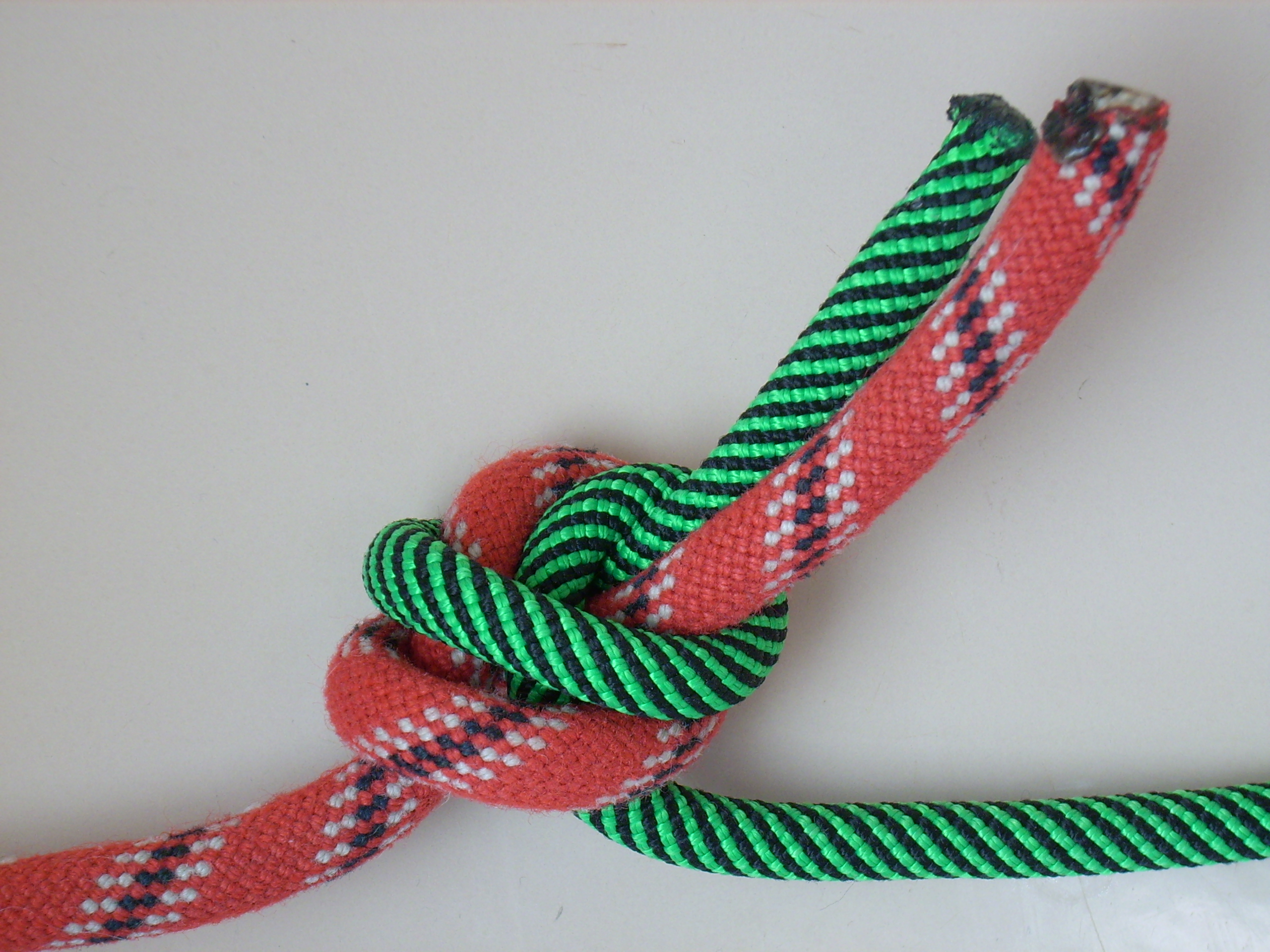
Kletterer verwenden den Sackstich beim Abseilen.